# Selenia postradiata
Selenia postradiata är en fjärilsart som beskrevs av Edward Alfred Cockayne 1952. Selenia postradiata ingår i släktet Selenia och familjen mätare. Inga underarter finns listade i Catalogue of Life.